# Lobos de Tierra
Lobos de Tierra est une île péruvienne située dans l’océan Pacifique à 19 kilomètres du continent entre les départements de Piura et de Lambayeque. Sa superficie est de 16 km2, sa longueur est approximativement de 10 km et sa largeur de 3 km.

## Ressources naturelles
En 1863, l'île possédait des gisements de guano dépassant les 7 millions de tonnes, qui furent ensuite exploités sans aucun contrôle. Aujourd’hui, cette richesse a presque disparu et les quelques exemples qui subsistent ne sont pas de la même qualité qu’il y a quelques années. Le climat de cette île est très chaud et abrite des oiseaux tels que les camanayes, les goélands, les fous et les guanayes, les deux dernières espèces étant d'une grande importance pendant le pic de la production de guano de l'île. L'île de Lobos de Tierra doit son nom à sa proximité avec la côte et à la présence d' otariidés . On y observe d'énormes cétacés, comme la baleine bleue, qui a également été décimée dans toute la mer du Pérou et dans tous les océans du monde. La biodiversité des macroalgues de l’île a été documentée dans des publications et des rapports techniques, qui nécessiteront une citation directe.

### Webographie
- Notice dans un dictionnaire ou une encyclopédie généraliste :   - Gran Enciclopèdia Catalana
- Notices d'autorité :   - VIAF